# 动画单本剧
动画单本剧，是在欧美等西方国家较为常见的一种动画节目形式。
动画单本剧（TV specials）是相对于系列片（TV series）而言的。如果说系列片是在较为固定的频道和时点播出，具有连续性情节的电视节目的话，单本剧就是在较为特殊的“时场”或节日，在临时的频道插播或者点播的单独的动画节目。
动画单本剧具有独立的故事或情节，也有情节的产生、发展、高潮和结尾这样的完整脉络。一般情况下，动画单本剧情节紧凑简单、出场人物较少。
在集数和时长上，单本剧都只有一集，也有少数的动画单本剧会有上、下或者上、中、下多部。简单而言，动画单本剧在时长上比动画短片长、比动画长片短，每部时间在30分钟到2个小时之间不等。
它短小精悍，主题明确，叙事功能比动画短片强，受众市场比动画短片广泛很多，但制作成本比动画长片少很多。在西方动画制作人员眼中，动画单本剧是除了短片和广告以外，也是比较主流的一类产品。